# لاني ماكدونالد
لاني ماكدونالد (بالإنجليزية: Lanny McDonald)‏ (و. 1953  م) هو لاعب هوكي الجليد  كندي، ولد في Hanna, Alberta ‏، مركز لعبه هو جناح ‏.

## جوائز
حصل على جوائز منها:
- King Clancy Memorial Trophy [الإنجليزية]‏ في 1988[5][6]
- الكأس التذكارية لبيل ماسترتون  [لغات أخرى]‏ في 1983[7][8]
- كأس ستانلي
- قاعة كندا للمشاهير الرياضية  [لغات أخرى]‏